# Gen (星野源のアルバム)
『Gen』（ゲン）は、2025年5月14日に発売された、星野源の6枚目のアルバム。

## 概要
オリジナル・アルバムとしては前作『POP VIRUS』から約6年半ぶりのリリース。
前作以降、6年半にわたりリリースされたCDシングル表題曲4曲と配信シングル曲を含む全16曲を収録。収録されたシングル曲数は、星野のアルバム史上最多となった。一方で、日本中央競馬会（JRA）の70周年ブランドCMソングとして発表されていた「一瞬」は、アルバムには未収録となっている。
一部のシングル曲についてはミックスの変更やボーカルの再録が施されている。また星野が2020年の外出自粛期間を機に、自宅でDAW（Digital Audio Workstation）を用いてトラック制作を行うようになったことから、鍵盤を用いた打ち込みをベースに制作された楽曲が多く収録されている。
アルバムタイトルは当初は『Mad Hope』という仮タイトルで製作が進んでいたが、作っていくうちに「伝えたいことやメッセージが何もない」ということに気づき、『Mad Hope』をアルバムのタイトルにすると、メッセージ性が生まれてしまう気がした事から、『Gen』というタイトルが付けられた。
リリース形態は全3種で、CDのみの通常盤に加え、2種類の初回限定盤が存在する。初回盤「Box Set “Poetry”」にはブックレットのほか、星野による書き下ろしの詩と散文を収めた写真詩集『Mad Hope』、撮り下ろしポスター3種、ライナーノーツ『From 808 Studio』、「Box Set “Visual”」の収録内容をまとめた案内が封入されている。
もう一つの初回盤「Box Set “Visual”」には、ドキュメンタリー映像『ニセ明と仲間たち、2025 春』、2023年1月に開催されたイベント『Gen Hoshino presents “Reassembly”』の本編映像、その終演後に楽屋から配信されたトーク＆弾き語りの映像『アフター（バースデー）パーティー』、さらに『Reassembly』の舞台裏を捉えたドキュメンタリー映像、各公演から厳選されたトークセレクション、大阪公演で披露されたニセ明による「なめとんか」のカバー映像など、総尺5時間46分におよぶ映像を収録したDVDおよびBlu-rayが付属する。
アルバム発売翌日の2025年5月15日より、全国ツアー『Gen Hoshino presents MAD HOPE』が開催され、さらに同年8月からはアジアツアー『Gen Hoshino presents MAD HOPE Asia Tour』の開催も予定されている。

## 音楽性
『Gen』はエレクトロニックな打ち込みサウンドを基軸にしつつ、ジャズや現代R&B、ポップスなどの要素を融合した音楽性が特徴である。オープニング曲「創造」では爆発的な電子音が弾け飛び、《何か創り出そうぜ　非常識の提案》という歌詞とともに音の祭りを繰り広げる躍動感あふれるサウンドが展開される。全体的にはリズムやビートを前面に押し出したパートと、シンセや生楽器の層が重なり合う構成が多く見られ、質の高いアレンジとミックスによって統一感ある楽曲群となっている。音楽評論家も本作を「現代R&Bやジャズとポップスの見事な融合」と評し、シンガーソングライターのキタニタツヤは「DAWで作られた宅録音と生演奏を有機的に絡み合わせて高品質な音楽を作り上げた」と称賛している。星野自身も「何でも作れるのはすごく楽しい」と語っており、打ち込みによる自由な音響表現が前面に打ち出された意欲作となっている。

## 収録曲
全作詞・作曲・編曲：星野源（特記除く）
1. 創造（3:55）
配信シングル及び、12thシングル曲（両A面）。任天堂「スーパーマリオブラザーズ 35周年」CMソング。
全体的にミックスが変更されており、また「イントロを変えたかった」という星野の意向から、冒頭のボーカル部分がカットされている。
2. Mad Hope（feat. Louis Cole, Sam Gendel, Sam Wilkes）（3:29）
（作詞・作曲：星野源・Louis Cole）
Netflix『LIGHTHOUSE 〜悩める2人、6ヶ月の対話〜』オープニングテーマ。
発売当初はショート・バージョンであった楽曲のフル・バージョン。
アルバム発売後の2025年7月24日には、星野と親交があるWebライター・ARuFaが星野からのオファーを受けて製作したMVが公開された[7]。
3. Star（2:42）
アサヒ飲料「Wonda」CMソング[8]。
アルバム発売翌日にはMVも公開された[9]。
4. Glitch（2:33）
『Mad Hope』に続き、Louis Coleがドラム演奏で参加している。
5. 喜劇（3:54）
配信シングル。テレビ東京系アニメ『SPY×FAMILY』Season1第1クールエンディングテーマ[10]。
6. 2（feat. Lee Youngji）（2:40）
（作詞・作曲：星野源・Lee Youngji）
韓国のラッパー、イ・ヨンジがフューチャリング参加。
7. Melody（2:31）
8. 不思議（4:52）
配信シングル及び、12thシングル曲（両A面）。TBS系 火曜ドラマ『着飾る恋には理由があって』主題歌[11]。
9. Memories（feat. UMI, Camilo）（3:37）
（作詞・作曲：星野源・UMI・Camilo	）
アメリカのシンガー・ソングライターであるUMI、コロンビアの歌手であるカミーロがフューチャリング参加。
10. 暗闇（3:54）
今作では唯一の弾き語り曲。
11. Why（4:09）
配信シングル及び、13thシングル曲（両A面）。東宝配給映画『劇場版 SPY×FAMILY CODE: White』エンディング主題歌。
シングル発売時のタイトルは『光の跡』。アルバム収録にあたり、元々星野が構想していた原題にタイトルが変更された。
12. 生命体（3:12）
配信シングル及び、13thシングル曲（両A面）。TBS系『世界陸上』『アジア大会』テーマソング[12]。
ミックスが大きく変更されている。
13. Eden（feat. Cordae, DJ Jazzy Jeff）（3:42）
（作詞・作曲：星野源・Cordae）
アメリカ合衆国のラッパーであるコーデー、同じくアメリカ合衆国で活動するヒップホップ・グループ、DJ・ジャジー・ジェフ&ザ・フレッシュ・プリンスよりDJ・ジャジー・ジェフがフューチャリング参加。
14. Sayonara（3:25）
PlayStation 5専用ソフト『DEATH STRANDING 2: ON THE BEACH』提供曲（星野自身もゲーム内に出演）[13]。
星野がかつて所属していたインストゥルメンタルバンド、SAKEROCKにも同名の曲が存在するが関係は無い。
15. 異世界混合大舞踏会（3:49）
配信シングル。東宝配給映画『GHOSTBOOK おばけずかん』主題歌[14]。
タイトルから『(feat. おばけ)』が削除された他、ミックスが大きく変更されている。
16. Eureka（3:32）
配信シングル。TBS系 火曜ドラマ『まどか26歳、研修医やってます!』主題歌[15]。

### 初回限定盤映像（Box Set "Visual"）
- 『Gen Hoshino presents “Reassembly“ LIVE』

| #   | タイトル                               | 作詞 | 作曲・編曲 |
| --- | -------------------------------------- | ---- | ---------- |
| 1.  | 「化物」                               |      |            |
| 2.  | 「桜の森」                             |      |            |
| 3.  | 「ミスユー」                           |      |            |
| 4.  | 「Present」                            |      |            |
| 5.  | 「不思議」                             |      |            |
| 6.  | 「うちで踊ろう」                       |      |            |
| 7.  | 「Continues」                          |      |            |
| 8.  | 「SUN」                                |      |            |
| 9.  | 「ある車掌」                           |      |            |
| 10. | 「日常」                               |      |            |
| 11. | 「喜劇」                               |      |            |
| 12. | 「Hello Song」                         |      |            |
| 13. | 「君は薔薇より美しい（布施明カバー）」 |      |            |
| 14. | 「夏のクラクション（稲垣潤カバー）」   |      |            |
| 15. | 「REAL」                               |      |            |
| 16. | 「異世界混合大舞踏会」                 |      |            |

- 『Gen Hoshino presents “Reassembly“ EXTRA』

・アフター (バースデー) パーティー
・トークセレクション
・ドキュメンタリー
・ニセ明「なめとんか（やしきたかじんカバー）」Live at 大阪城ホール
- 『Akira Nise presents Fake』

・創作密着ドキュメンタリー「ニセ明と仲間たち、2025 春」

## 演奏
- 星野源
  - Vocal
  - Chorus (#1-9.11-16)
  - Prophet-5 (#1.2.5.6.7.8.13.15)
  - Jupiter-8 (#1.14.15)
  - Rhodes (#1.5)
  - Matrix-12 (#1.11.15)
  - Vibraphone, Stomp (#1)
  - Handclap (#1.12)
  - Programming (#1.2.3.5-9.11.13.14.15.16)
  - Chorus Arrangement (#1.2.3.4.6.7.8.9.13.14.16)
  - DX7 (#2.5.7.8.9.15)
  - OB-Xa (#2.7.15)
  - CZ-101 (#2.7.13.14.15)
  - CZ-1 (#2)
  - Bass (#3.6.9.13.16)
  - Strings Arrangement (#3.4)
  - Beat Edit (#4)
  - Beats (#5.7.9.11.14.15)
  - Piano (#5.6.8.11.13.14)
  - Mini Moog (#5.8.11.15)
  - EmulatorⅡ (#5.15)
  - Synthesizer (#6.9.13.15.16)
  - Acoustic Guitar (#7.10)
  - TR-808, Super 6 (#9)
  - JD-800 (#9.14)
  - MK-80 (#11.13)
  - Upright Piano (#11.12)
  - 3rd Wave (#11)
  - Memory Moog (#13)
  - Juno-6, PPG Wave 2.0, Music Easel, Theremin, STVC (#15)
- 長岡亮介 (ペトロールズ、東京事変)
  - Electric Guitar (#1.2.3.5.8.11.15.16)
  - Chorus (#1.5.8.11.12.15)
  - Chorus Arrangement (#1.2.3.5.8.11.12.15)
  - Gut Guitar (#4)
  - Acoustic Guitar (#7)
  - Handclap (#12)
- mabanua
  - Programming (#1.5.8.11.15)
  - Cowbell, Handclap (#1)
  - Rhodes, Jupiter-8 (#1.15)
  - Beats (#5.11.15)
  - Rhodes, Sub 37, Vibraphone (#5)
  - Electric Bass (#5.7.12.15)
  - Mini Moog (#8.11.15)
  - Prophet-5 (#8.11)
  - MK-80 (#11)
  - DX7 (#11.15)
  - Upright Piano (#12)
  - Juno-6, OB-Xa, MS-20, Clavinet, Theremin, Synthesizer (#15)
- 玉田豊夢：Drums (#1)
- ハマ・オカモト (OKAMOTO'S)：Electric Bass (#1.4.8)
- 伊賀航：Contrabass (#1)
- 櫻田泰啓
  - Piano (#1.3.8.11.16)
  - Clavinet, Jupiter-8, Nord Electro (#1)
  - Electric Piano (#4.16)
  - DX7, Juno-6, Rhodes (#8)
  - MK-80, Upright Piano (#11)
- 河村“カースケ”智康：摺鉦 (#1)
- 本澤尚之：Analog Synthesizer Manipulator (#1.8)
- Louis Cole
  - Vocal, Chorus, Chorus Arrangement (#2)
  - Drums (#2.4)
- Sam Wilkes：Electric Bass (#2)
- Daniel Crawford
  - OB-Xa, Additional Bass (#2)
  - Bass (#6.9.13.14)
  - Mini Moog, JD-800, Additional Beats (#9)
  - Piano (#13)
- Sam Gendel：Alto Sax (#2)
- 石若駿
  - Drums (#3.8.12.16)
  - Shaker (#16)
- 美央：1st Violin, Strings Arrangement (#3.4)
- 伊能修、黒木薫：1st Violin (#3.4)
- 入江茜
  - 1st Violin (#3)
  - 2nd Violin (#4)
- 城戸喜代、友清麻樹子、森本安弘：2nd Violin (#3)
- 杉野裕∶2nd Violin (#4)
- 舘泉礼一：Viola (#3)
- 二木美里：Viola (#3.4)
- 笠原あやの：Cello (#3)
- 増本麻理：Cello (#3.4)
- Lee Youngji：Rap, Vocal, Chorus (#6)
- Steve McKie：Drums (#6)
- Taikimen：Percussion (#7)
- UMI, Camilo：Vocal, Chorus, Chorus Arrangement (#9)
- 武嶋聡：Alto Sax (#12)
- UA：Chorus, Handclap (#12)
- Cordae：Rap (#13)
- DJ Jazzy Jeff：Beats (#13)
- 海野雅威：Two Voice, STVC (#15)